# Melolontha indica
Melolontha indica – gatunek chrząszcza z rodziny poświętnikowatych, podrodziny chrabąszczowatych i plemienia Melolonthini.

## Taksonomia
Gatunek ten został opisany w 1831 przez Fredericka Williama Hope'a. Według Hope'a tworzył on sekcję z M. nepalensis, M. chinensis i kilkoma innymi gatunkami. W 2003 roku Chun Lin Li i Ping Shih Yang wyznaczyli dla tego gatunku lektotyp. W 2010 roku zsynonimizowano z nim gatunek Hoplosternus nitidicollis Blanchard, 1851. Obecnie wraz z M. carinata zalicza się go do grupy gatunków M. carinata.

## Opis
Ciało długości 28 mm i szerokości 13 mm, wydłużone, bardzo gęsto i równomiernie pokryte białymi łuskami, ubarwione ciemnobrązowo. Nadustek wielokątny, o słabo falistej pośrodku krawędzi. Silnie i gęsto punktowana głowa jest pokryta gęsto rozmieszczonymi szczecinkami i wyposażona w dziesięcioczłonowe czułki o siedmioczłonowej, bardzo długiej i płaskiej buławce. Przednie kąty przedplecza tępe, tylne ostre i proste. Brzegi boczne przedplecza granulowane, silnie zaokrąglone. Na jego powierzchni delikatne, gęsto rozmieszczone punkty. Żeberka pokryw słabo wyniesione, a ich powierzchnia gęsto i równomiernie pokryta łuskami. Wydłużone pygidium wyciągnięte jest w nieco dwuzębny wyrostek. Wyrostek śródpiersia ścięty. Na goleniach przedniej pary odnóży obecne trzy ostre zęby.

## Biologia i ekologia
Pędraki (larwy) żerują na podziemnych częściach roślin. Osobniki dorosłe pojawiają się po silnych deszczach monsunowych w czerwcu lub lipcu. Przysiadają w celu rozmnażania jak i żerowania na krzewach i drzewach takich jak akacje, śliwy czy jabłonie. Zapłodnione samice zagrzebują się o zmierzu w glebie, gdzie składają jaja. Okres inkubacji trwa od 7 do 12 dni. Występują trzy stadia larwalne. Przepoczwarczenie następuje w kwietniu-maju po zimowaniu. Gatunek ten notowany jest jako szkodnik ziemniaków.

## Rozprzestrzenienie
Chrabąszcz ten zasiedla indyjski stan Himachal Pradesh. Notowany też z Pakistanu.